# Альфред Пенниуорт
А́льфред Пе́нниуорт (англ. Alfred Pennyworth) — персонаж комиксов DC Comics. Он был создан сценаристом Бобом Кейном и художником Джерри Робинсоном и дебютировал в Batman #16 (апрель-май 1943). Альфред был дворецким, помощником и доверенным лицом Бэтмена (как в качестве супергероя, так и в качестве человека), а также заменял Брюсу отца после гибели семьи Уэйнов (в современной версии это обосновано фактом получения им опекунства над малолетним Брюсом). Часто его называют адъютантом Бэтмена. Также часто Альфред допускает саркастические и циничные замечания в разговорах с Тёмным Рыцарем, за счёт чего обеспечивается комический контраст. Альфред — неотъемлемый элемент мифа о Бэтмене и появляется практически во всех версиях и адаптациях этой истории. Он не только ведёт хозяйство в богатом доме Уэйна, но и является его ассистентом. Свято оберегает тайну своего хозяина. Единственное, что его тревожит — нежелание Брюса Уэйна вступать в брак; он часто намекает хозяину, что хотел бы увидеть того отцом семейства.
Персонаж был столь популярен долгие годы, что был номинирован на R.A.C. Squiddy Award в номинации «Лучший персонаж второго плана» в 1994 году и в номинации «Лучший персонаж» в 2001 году. Также Альфред был номирован на Wizard Fan Award как «Favorite Supporting Male Character» в 1994 году.

## Вне комиксов

### Мультипликация
- В анимационном сериале 1992 года «Бэтмен» Альфред (озвучен Ефремом Цимбалистом-младшим) — дворецкий и верный друг Брюса.
- В анимационном сериале 2004 года «Бэтмен» и анимационном фильме 2005 года «Бэтмен против Дракулы» Альфред старается помочь Бэтмену изготовить вакцину от вампиризма.
- В анимационном фильме 2008 года «Бэтмен: Рыцарь Готэма» Альфред является верным помощником Уэйна.
- В анимационном фильме 2010 года «Бэтмен: Под красным колпаком» Альфред помогает Брюсу Уэйну и Дику Грейсону.
- В анимационном фильме 2011 года «Бэтмен: Год первый» Альфред — верный слуга.
- В анимационном фильме 2012 года «Лига Справедливости: Гибель» имеет небольшую роль.
- В анимационном фильме 2013 года «LEGO Бэтмен: Супергерои DC объединяются» Альфред дважды появляется в камео.
- В анимационных фильмах «Сын Бэтмена» (2014) и «Бэтмен против Робина» (2015 года) Альфред помогает Брюсу и заботится о его сыне Дэмиене.
- Альфред появляется в мультфильмах «Безграничный Бэтмен: Животные инстинкты» и «Безграничный Бэтмен: Нашествие монстров».
- В анимационном фильме 2016 года «Безграничный Бэтмен: Роботы против мутантов» Альфред помогает Брюсу Уэйну и Дэмиену Уэйну
- Альфред является одним из главных героев в анимационном фильме 2017 года «Лего Фильм: Бэтмен». Озвучен Рэйфом Файнсом, игравшим Волан-де-Морта в фильмах про Гарри Поттера.

### Кино
- В киносериале «Бэтмен[англ.]» 1940-х годов Альфреда сыграл Уильям Остин.
- В киносериале «Бэтмен и Робин[англ.]» Альфреда сыграл Эрик Уилтон.
- В фильме «Бэтмен» 1966 года Альфреда сыграл Алан Напье. Фамилия Пенниуорта в фильме ни разу не упоминается.
- В тетралогии Бёртона/Шумахера во всех фильмах Альфреда сыграл британский актёр Майкл Гоф. Его образ в основном соответствует классическому, но он изображён несколько более улыбчивым. В первых двух фильмах ему уделена довольно пассивная роль, но в третьем и четвёртом фильме его роль значительно расширяется за счёт введения в сюжет Робина и Бэтгёрл (которая в этой версии является племянницей Альфреда).
- В трилогии Кристофера Нолана роль дворецкого исполнил Майкл Кейн. Здесь роль Альфреда значительно шире, чем во всех предыдущих адаптациях.
  - В «Бэтмен: Начало» Альфред становится опекуном Брюса после убийства его родителей, и искренне старается вырастить из него хорошего человека. Когда Брюс уезжает в путешествие и возвращается домой с намерением стать Бэтменом, Альфред без лишних эмоций воспринимает эту идею. Он помогает Брюсу получить необходимые компоненты костюма и позже спасает его от отравления токсином Пугала. При разрушении особняка Альфред спасает Брюса и добавляет ему веры в себя.
  - В «Тёмном рыцаре» Альфред всё также помогает Брюсу в борьбе с преступностью, давая советы и морально поддерживая. Он видит, как сильно Брюс влюблён в Рэйчел Доус, но сомневается, что она выберет его, а не Харви Дента. Когда Рэйчел в одной из сцен прощается с Альфредом, она отдаёт ему незапечатанный конверт с письмом для Брюса, которое велит отдать тому «когда придёт время». Когда Рэйчел погибает, а Дент становится Двуликим, Альфред, читает письмо и узнаёт, что Рэйчел решила выбрать Харви, поскольку была уверена, что Брюс уже никогда не сможет перестать быть Бэтменом, даже если он не будет нужен Готэму. Понимая, как сильно Брюс подавлен её гибелью, и что вера в их любовь — последнее, что у него осталось, Альфред сжигает письмо и спасает надежду своего господина.
  - В «Тёмный рыцарь: Возрождение легенды» Альфред стал гораздо более обеспокоен судьбой Брюса, который 8 лет не покидал дома, поглощённый воспоминаниями о Рэйчел и жизни Бэтмена. Когда Брюс решает вернуться в строй, Альфред не особо пытается ему мешать, но внутри серьёзно обеспокоен происходящим и боится, что Брюс преследует цель умереть. В итоге он наконец решается раскрыть Брюсу правду о Рэйчел, однако это настолько злит и травмирует Брюса, что он выгоняет Альфреда. В финале, когда Брюс якобы погибает, Альфред по завещанию становится наследником всего состояния Wayne Enterprises, и на могиле Брюса просит прощения у его родителей, что не защитил их сына. Однако пару месяцев спустя он прибывает в итальянский ресторан, который посещал в период путешествия Брюса, и замечает там своего господина за одним столиком с Селиной Кайл. Они обмениваются приветственными кивками, и Альфред покидает заведение.
- В фильмах «Бэтмен против Супермена: На заре справедливости» и «Лига Справедливости» режиссёра Зака Снайдера роль Альфреда исполнил английский актёр Джереми Айронс[8]. В отличие от комиксов, в фильме он не только дворецкий Брюса, но и начальник его службы безопасности.
- В фильме Джокер 2019 года (режиссёр Тодд Филлипс) роль Альфреда исполнил английский актёр Дуглас Ходж. Он отбивает Брюса от общения с Артуром Флеком, на тот момент считавшим Брюса своим биологическим братом.
- В фильме «Бэтмен» 2022 года режиссёра Мэтта Ривза роль Альфреда исполнил Энди Серкис. В данной версии у Брюса и Альфреда враждебные отношения, поэтому они редко разговаривают. Альфред считает, что Брюс постепенно сходит с ума, поэтому не поддерживает его деятельность в роли Бэтмена и даже демонстративно игнорирует свои обязанности дворецкого. Однако, после того, как по ходу фильма Альфред оказывается серьёзно ранен бомбой Загадочника, предназначенной для Брюса, он раскрывает воспитаннику правду о причастности к смерти его родителей Кармайна Фальконе. Поняв, как сильно он не хочет терять Альфреда, Брюс примиряется с ним.

### Телевидение
- Алан Напье сыграл Альфреда в телесериале «Бэтмен». Его фамилия в сериале ни разу не упоминается.
- Йен Эберкромби сыграл Альфреда в телесериале «Хищные птицы». Он помогает Хелене Кайл и Барбаре Гордон. В конце сериала показано, что он все время находится на связи с Брюсом Уэйном и передает все новости по поводу его дочери.
- Шон Пертви сыграл Альфреда в сериале Готэм[9]. В сериале он выступает в качестве опекуна юного Брюса Уэйна и друга Джеймса Гордона. Как и в некоторых комиксах, в сериале он бывший военный. Не одобряет тягу Брюса к самостоятельному расследованию смерти родителей мальчика, из-за чего у них возникают споры. Вместе с Люциусом Фоксом являются основой для становления Брюса как Тёмного Рыцаря.
- Джек Бэннон играет молодого Альфреда в сериале Пенниуорт, где он — отставной солдат британского спецназа, создал в Лондоне собственную охранную фирму и его первым клиентом становится спасенный им миллионер Томас Уэйн, отец будущего Бэтмена.

### Компьютерные игры
- В игре «Batman: Arkham Origins», являющейся приквелом «Batman: Arkham Asylum» и «Batman: Arkham City», Альфред является дворецким и помощником Бэтмена.
- В игре «Batman: The Telltale Series» Альфред помогает Бэтмену одолеть «Детей Аркхема», и открывает ему страшную тайну о его родителях
- В игре «Batman: Arkham Knight»